# Phragmipedieae
Phragmipedieae es una tribu de la subfamilia Cypripedioideae dentro de la familia Orchidaceae. Se divide en:

## Subtribus y géneros
- Subtribu:  Phragmipediinae
  - Géneros:Phragmipedium